# Axón
Az axónt az ókori Görögországban használták. Fakeretbe illesztett háromszögletű fahasábokból készült törvénytábla volt, amelyet tengely körül forgattak. A hasábok mindhárom oldala tele volt írva. Egyes feltevések szerint a keretbe foglalt táblák közös neve volt a kürbisz (kyrbis). Más feltevések szerint az axónok és kürbiszek közötti eltérés, hogy milyen jellegű törvényeket tartalmaztak: az axónok a világi, a kürbiszek a vallási törvényeket. 